# Антигуа и Барбуда на летних Олимпийских играх 1988
Антигуа и Барбуда принимали участие в Летних Олимпийских играх 1988 года в Сеуле (Республика Корея) в третий раз за свою историю, но не завоевали ни одной медали. Сборную страны представляли три женщины и двенадцать мужчин.

## Состав и результаты

### Лёгкая атлетика
Мужчины
Беговые дисциплины
| Спортсмен                                                 | Соревнование      | Предварительный раунд | Предварительный раунд | Четвертьфинал | Четвертьфинал | Полуфинал | Полуфинал | Финал     | Финал     |
| Спортсмен                                                 | Соревнование      | Результат             | Место                 | Результат     | Место         | Результат | Место     | Результат | Место     |
| --------------------------------------------------------- | ----------------- | --------------------- | --------------------- | ------------- | ------------- | --------- | --------- | --------- | --------- |
| Сен-Клер Солейн                                           | 100 м             | 11.17                 | 8                     | Не прошёл     | Не прошёл     | Не прошёл | Не прошёл | Не прошёл | Не прошёл |
| Альфред Браун                                             | 400 м             | 48.92                 | 8                     | Не прошёл     | Не прошёл     | Не прошёл | Не прошёл | Не прошёл | Не прошёл |
| Орал Селкридж                                             | 400 м с барьерами | 53.44                 | 7                     | Не прошёл     | Не прошёл     | Не прошёл | Не прошёл | Не прошёл | Не прошёл |
| Дейл Джонс                                                | 800 м             | 1:49.31               | 5                     | Не прошёл     | Не прошёл     | Не прошёл | Не прошёл | Не прошёл | Не прошёл |
| Дейл Джонс                                                | 1500 м            | 3:51.22               | 42                    | Не прошёл     | Не прошёл     | Не прошёл | Не прошёл | Не прошёл | Не прошёл |
| Говард Линдсей                                            | 200 м             | 22.60                 | 65                    | Не прошёл     | Не прошёл     | Не прошёл | Не прошёл | Не прошёл | Не прошёл |
| Сен-Клер Солейн Альфред Браун Говард Линдсей Ларри Миллер | Эстафета 4×100 м  | 41.18                 | 6                     | Не прошли     | Не прошли     | Не прошли | Не прошли | Не прошли | Не прошли |
| Говард Линдсей Альфред Браун Oral Selkridge Ларри Миллер  | Эстафета 4×400 м  | 3:11.04               | 6                     | Не прошли     | Не прошли     | Не прошли | Не прошли | Не прошли | Не прошли |

Полевые соревнования
| Спортсмен    | Соревнование   | Предварительный раунд | Предварительный раунд | Финал      | Финал     |
| Спортсмен    | Соревнование   | Расстояние            | Позиция               | Расстояние | Позиция   |
| ------------ | -------------- | --------------------- | --------------------- | ---------- | --------- |
| Джеймс Браун | Прыжки в длину | 7.67                  | 17                    | Не прошёл  | Не прошёл |

Женщины
Беговые дисциплины
| Лаверна Брайан   | 800 м  | 2:12.18 | 7   | Не прошла | Не прошла | Не прошла | Не прошла | Не прошла | Не прошла |           |           |
| Лаверна Брайан   | 1500 м | 4:39.73 | 26  | Не прошла | Не прошла | Не прошла | Не прошла | Не прошла | Не прошла |           |           |
| Джослин Джозеф   | 200 м  | 23.57   | 4 Q | 23.59     | 7         | Не прошла | Не прошла | Не прошла | Не прошла | Не прошла | Не прошла |
| Барбара Селкридж | 400 м  | 55.96   | 7   | Не прошла | Не прошла | Не прошла | Не прошла | Не прошла | Не прошла |           |           |

### Бокс
Мужчины
| Спортсмен       | Категория | Первый раунд                | Второй раунд                   | Третий раунд       | Четвертьфинал      | Полуфинал          | Финал     | Финал     |
| Спортсмен       | Категория | Соперник Результат          | Соперник Результат             | Соперник Результат | Соперник Результат | Соперник Результат | Место     |           |
| --------------- | --------- | --------------------------- | ------------------------------ | ------------------ | ------------------ | ------------------ | --------- | --------- |
| Лайонел Фрэнсис | до 54 кг  | Ндаба Дубе Зимбабве L RSC-2 | Не прошёл                      | Не прошёл          | Не прошёл          | Не прошёл          | Не прошёл |           |
| Дэрил Джозеф    | до 67 кг  | Не участвовал               | Адевале Адегбузи Нигер L TKO-1 | Не прошёл          | Не прошёл          | Не прошёл          | Не прошёл | Не прошёл |

### Велоспорт

#### Трековый велоспорт
Мужчины
Испытания на время
| Спортсмен | Соревнование              | Результат | Место |
| --------- | ------------------------- | --------- | ----- |
| Нил Ллойд | гит с места на 1 километр | 1:18.324  | 30    |

Спринт
| Спортсмен   | Соревнование | Предварительный раунд | Предварительный раунд | Первый раунд                   | Первый перезаезд               | Второй раунд                   | Второй перезаезд               | Финальный перезаезд            | Четвертьфинал                  | Получинал                      | Финал | Финал |
| Спортсмен   | Соревнование | Время Скорость (км/ч) | Место                 | Соперник Время Скорость (км/ч) | Соперник Время Скорость (км/ч) | Соперник Время Скорость (км/ч) | Соперник Время Скорость (км/ч) | Соперник Время Скорость (км/ч) | Соперник Время Скорость (км/ч) | Соперник Время Скорость (км/ч) | Место |       |
| ----------- | ------------ | --------------------- | --------------------- | ------------------------------ | ------------------------------ | ------------------------------ | ------------------------------ | ------------------------------ | ------------------------------ | ------------------------------ | ----- | ----- |
| Айра Фабиан | спринт       | 12.817                | 25                    | Не прошёл                      | Не прошёл                      | Не прошёл                      | Не прошёл                      | Не прошёл                      | Не прошёл                      | Не прошёл                      | 25    |       |

Омниум
| Спортсмен | Соревнование | Предварительный раунд | Предварительный раунд | Финал     | Финал     |
| Спортсмен | Соревнование | Результат             | Место                 | Результат | Место     |
| --------- | ------------ | --------------------- | --------------------- | --------- | --------- |
| Нил Ллойд | омниум       | Не финишировал        | Не финишировал        | Не прошёл | Не прошёл |

### Парусный спорт
Мужчины
| Спортсмен   | Класс       | Гонка | Гонка | Гонка | Гонка | Гонка | Гонка | Гонка | Очки  | Место |
| Спортсмен   | Класс       | 1     | 2     | 3     | 4     | 5     | 6     | 7     | Очки  | Место |
| ----------- | ----------- | ----- | ----- | ----- | ----- | ----- | ----- | ----- | ----- | ----- |
| Илай Фуллер | Дивизион II | YMP   | 30    | 36    | 36    | RET   | 34    | 24    | 228.0 | 31    |